# Florent Mabille
Florent Mabille (* 27. Oktober 1996 in Charleroi) ist ein belgischer Sprinter, der sich auf den 400-Meter-Lauf spezialisiert hat. 2024 wurde er mit der belgischen 4-mal-400-Meter-Staffel in Rom Europameister.

## Sportliche Laufbahn
Erste internationale Erfahrungen sammelte Florent Mabille im Jahr 2023, als er bei den Weltmeisterschaften in Budapest mit der belgischen Mixed-Staffel über 4-mal 400 Meter antrat und dort der Mannschaft zum Finaleinzug verhalf. Im Jahr darauf wurde er bei den World Athletics Relays 2024 auf den Bahamas in der Finalrunde der Mixed-Staffel disqualifiziert, ehe er bei den Europameisterschaften in Rom der Männerstaffel zum Finaleinzug verhalf und damit zum Gewinn der Goldmedaille beitrug. Im August gelangte er bei den Olympischen Sommerspielen in Paris mit neuem Landesrekord von 2:57,75 min im Finale auf den vierten Platz. 2025 gewann er bei den Halleneuropameisterschaften in Apeldoorn in 3:05,18 min gemeinsam mit Julien Watrin, Christian Iguacel und Jonathan Sacoor die Bronzemedaille hinter den Teams aus den Niederlanden und Spanien.
2023 wurde Mabille belgischer Hallenmeister im 400-Meter-Lauf.

## Persönliche Bestleistungen
- 200 Meter: 20,74 s (+0,9 m/s), 20. Juli 2024 in Ninove
- 400 Meter: 45,45 s, 20. Juli 2024 in Ninove
  - 400 Meter (Halle): 47,04 s, 16. Februar 2025 in Gent